# Отчий дом
«Отчий дом» — советский художественный фильм режиссёра Льва Кулиджанова.

## Сюжет
Таня, живущая в состоятельной московской семье и учащаяся в педагогическом институте, узнаёт, что она дочь пожилой деревенской женщины, которая потеряла её во время Великой Отечественной войны. Приехав в гости к своей родной матери Наталье Авдеевне, она открывает для себя совершенно новый, во многом чуждый ей мир. Далеко не сразу проникается она чувством внутреннего родства с этим миром, его людьми, такими непривычными для неё. Наталья Авдеевна знакомит Таню с деревенской девушкой Нюрой. Нюра показывает Тане местные достопримечательности. Также Таня знакомится с местным председателем Сергеем Ивановичем, бывшим фронтовиком, воевавшим в этой местности. С Натальей Авдеевной Таня бывает на сельскохозяйственных работах в поле, бывает также на ферме у Нюры, где та работает дояркой. Но однажды Таня становится свидетельницей следующей сцены. В совхоз приезжает инспектор, который беседует с Сергеем Ивановичем. Вдруг появляется местная деревенская женщина Степанида, которая приводит заплаканную Нюру и приносит мешок отрубей. «Сейчас сама видела: вытащила мешок из коровника — и к Макарихе (так звали тётку, с которой жила Нюра). И унесла бы, если бы не я!» — говорит Степанида про Нюру. Инспектор сразу начинает составлять акт, мотивируя это тем, что факт кражи имущества налицо. «А дальше пусть следователь разбирается», — говорит инспектор. Но Сергей Иванович сразу рвёт этот акт, заявляя: «Сами разберёмся».
На следующий день приходит время Тане уезжать обратно. Перед отъездом она встречает Сергея Ивановича. Он ей говорит: «Звонил прокурор насчёт Нюры, но мы её в обиду не дадим». Появляется Степанида и рассказывает Сергею Ивановичу про Нюру: «Не сама она, Макариха её таскать заставляет». И бежит искать Нюру, которой нигде не видно. Таня тем временем сухо прощается с Натальей Авдеевной, впервые назвав её мамой, садится в кузов грузовика и едет на станцию. Вдруг грузовик останавливается, и в кузов залезает Нюра, которая тут же сообщает Тане, что собирается отсюда уехать. Таня немедленно приходит своей подружке на выручку. «Да ты с ума сошла! Нельзя же себе жизнь из-за этого ломать! Ведь Сергей Иванович уже всё знает!» — говорит она Нюре. Сначала Таня просит шофёра повернуть обратно, но когда тот отвечает, что ему надо за цементом ехать, она, выбросив из кузова вещи, вылезает вместе с Нюрой. Они вдвоём возвращаются в деревню, где Нюру продолжает ждать Степанида. Когда девушки возвращаются, Степанида уводит Нюру к председателю.
Таня успела увлечься Сергеем Ивановичем. Вечером того же дня они вместе гуляют, но он даёт ей понять, что для неё это всего лишь детское увлечение. «Приказать себе любить нельзя, а запретить — можно. Я был бы последним человеком, если бы позволил молодой девушке совершить пусть даже прекрасную, но ошибку», — говорит он. Таня очень переживает по этому поводу, хотя и старается это скрыть. Но Наталья Авдеевна и дедушка всё равно это видят.
Ближе к концу фильма Нюра выходит замуж, ей дают новый дом. Со свадьбы убегает Степанида, которую Сергей Иванович застаёт в слезах. Она рассказывает ему про свою жизнь. «Я ведь тоже не хуже их начинала», говорит она, имея в виду Нюру с новым мужем. «Для меня колхоз тоже отчим домом был, а потом…». Во время войны Степанида потеряла жениха, на него пришла «похоронка». Потом её, Степаниду выбрали председателем. А после войны стали возвращаться в деревню мужчины. Её, Стешу, сняли с должности председателя, назначили других. «Все побывали в председателях, а про меня — хоть бы одна собака вспомнила!» — говорит она. Сергей Иванович, ранее испытывая чувство любви к Степаниде, решается наконец открыться ей.
Степанида, знавшая о прежнем увлечении Тани Сергеем Ивановичем, приходит к ней и говорит: «Председателя забудь». Затем Степанида объясняет, что они с Сергеем Ивановичем любят друг друга. Таня, едва сдерживая слёзы, желает ей счастья. «Ты молодая, у тебя вся жизнь впереди, а для меня ведь это в последний раз», — говорит Степанида. Когда она уходит, Таня спрашивает у Натальи Авдеевны: «Где мой чемодан?». Наталья Авдеевна отвечает, что вынесла чемодан в сени и спрашивает: «Ты что, уезжать надумала?». Таня, уже срывающимся голосом заявляет, что да, сегодня же уедет. И с этими словами она выбегает из избы и, прислонившись к изгороди, горько плачет. Наталья Авдеевна это замечает, подходит к ней и говорит такие слова: «Что с тобой, доченька? Хватит тебе таиться, думаешь, я не вижу, что с тобой происходит? Я всё понимаю, Танечка. Мать ведь я тебе, какая-никакая, под сердцем тебя носила…». И, обняв рыдающую Таню, прижимает её к себе.
Таня пишет письмо своей приёмной матери, где сообщает, что опять задерживается, и что домой она приедет, теперь, наверное, вместе с Натальей Авдеевной. «Она очень хочет с Вами познакомиться», — пишет Таня. Письмо она заканчивает словами: «Как странно: у меня теперь две мамы».
В конце фильма Таня, зайдя в класс местной школы, представляет, как вскоре, став учительницей, будет вести свой первый урок. Появляется Сергей Иванович и знакомит её с приехавшей по распределению новой учительницей Антониной Петровной, которая, как выясняется, тоже из Москвы. А потом Таня показывает Антонине Петровне местные достопримечательности, какие ей самой недавно показывала Нюра.

## В ролях
- Вера Кузнецова — Наталья Авдеевна, родная мать Тани
- Людмила Марченко — Таня
- Николай Новлянский — дед Авдей
- Валентин Зубков — Сергей Иванович, председатель
- Нонна Мордюкова — Степанида
- Люсьена Овчинникова — Нюрка Макарова
- Пётр Кирюткин — Мокеич
- Пётр Алейников — Фёдор
- Елена Максимова — Макариха, тётка Нюры
- Юрий Архипцев — Пётр Гордеев, жених Нюры
- Владимир Всеволодов — Павел Николаевич Скворцов, приёмный отец Тани
- Татьяна Гурецкая — Елена Скворцова, приёмная мать Тани
- Георгий Шаповалов (в титрах Т. Шаповалов) — муж Степаниды, отходник
- Иван Кузнецов — бригадир шабашников
- Евгения Мельникова — Василиса Даниловна, жена Фёдора

## Съёмочная группа
- Автор сценария: Будимир Метальников
- Режиссёр-постановщик: Лев Кулиджанов
- Оператор: Пётр Катаев
- Художники: Марк Горелик, Сергей Серебреников
- Музыка: Юрий Бирюков
- Монтаж: Лидия Жучкова

## Призы и награды
- 1959 — Премия молодым кинематографистам КФ трудящихся в Чехословакии.
- 1959 — Премия фильму, созданному молодыми работниками кино МКФ в Локарно.
- 1960 — Всесоюзный кинофестиваль ВКФ в Минске.
  - Вторая премия фильму.
  - Вторая премия за режиссуру.
  - Вторая премия за сценарий.
  - Поощрительный диплом актрисе (В.Кузнецова).